# Hamán al-Mokhfiya
El Hamán al-Mokhfiya (también escrito Mukhfiyya o Makhfia) es un hamán histórico de la medina de Fez, Marruecos. Está situado en el barrio del mismo nombre (al-Mokhfiya), al sur de la Place R'cif. Teniendo en cuenta sus similitudes en diseño y decoración con otros hamanes históricos de la región, se ha datado a mediados del siglo XIV, durante el reinado del sultán meriní Abu Inán Faris (que gobernó entre 1348 y 1358) o un poco después. El hamán está ricamente decorado con estuco tallado y madera tallada en sus vestuarios, así como con azulejos zellij en sus salas de vapor. El hamán formaba parte del habiz de la mezquita de al-Qarawiyyin.